# Escut de la Ribera d'Ebre
L'escut oficial de la Ribera d'Ebre té el següent blasonament: Escut caironat: de sinople, una faixa ondada d'atzur rivetada d'argent; la bordura componada d'or i de gules. Per timbre una corona mural de comarca.
Va ser aprovat el 22 de setembre del 1989. La faixa ondada d'atzur simbolitza el riu Ebre en el seu pas per la comarca. La bordura representa els quatre pals de l'escut de Catalunya.